# じょんのび日本遺産
『じょんのび日本遺産』（じょんのびにほんいさん）は、TBSテレビほかで2018年10月7日から2021年3月28日まで放送されていた紀行・旅・情報・ドキュメンタリー番組である。

## 概要
TBSテレビでは、これまでこの時間帯に政治報道討論番組として『時事放談〜ワイドショー政治を叱る』を放送してきたが、2018年9月30日でこの番組を終了し、それに替わって本番組を開始することになった。
ナタリー・エモンズらによる紀行番組であり、文化庁から認定されている日本遺産を旅する内容であった。
放送開始当初はダンテ・カーヴァーとサヘル・ローズの2人のみだったが、放送開始から半年後にエモンズとゲスト出演者1〜2名というスタイルが定着していた。2020年に入るとエモンズの出演は徐々に少なくなり、20年中盤からは毎回ゲストのみの出演となる。
番組名である「じょんのび」は新潟弁で「ゆったり、のんびり」を意味するものである。しかし、その新潟県を放送対象地域としている新潟放送（BSNテレビ）での放送は実現しなかった。（単発放送されていたかは不明）
『マスターズ・トーナメント』などのスポーツ中継放送時や、年末もしくは年始は休止となった。最終回ではこれまでの番組を振り返ったものが放送された。
2021年4月からは、同時間帯に『バナナマンのせっかくグルメ!!』（日曜20:00 - 20:54）の朝版である『バナナマンの早起きせっかくグルメ!!』を放送開始することになったため、当番組は2021年3月28日を以て終了となった。

## 出演者

### レギュラー
- ナタリー・エモンズ
- ダンテ・カーヴァー
- サヘル・ローズ

### ゲスト（登場順）
- 岩下尚史
- ダニエル・カール
- ケント・ギルバート
- 工藤夕貴
- 村尾信尚
- 片岡鶴太郎
- 勝村政信
- 春畑道哉
- 金澤翔子
- 金澤泰子
- 宮田亮平（第22代文化庁長官）
- 齋藤孝
- 吉川美代子
- 由美かおる
- 野村将希
- ミゲル・ゲレイロ
- アマンダ
- 八木ひとみ
- 有森裕子
- 山本博
- 中江有里
- 青島広志
- 宮崎美子
- 北村晴男
- 沢松奈生子
- 斉藤由貴
- 市川紗椰
- 中村雅俊

## 放送局・配信元
終了時点のネット局
| 放送対象地域   | 放送局             | 系列    | 放送時間（JST）  | 放送時期                      | ネット状況 |
| -------------- | ------------------ | ------- | ---------------- | ----------------------------- | ---------- |
| 関東広域圏     | TBSテレビ（TBS）   | TBS系列 | 日曜 6:00 - 6:45 | 2018年10月7日 - 2021年3月28日 | 制作局     |
| 岡山県・香川県 | RSK山陽放送（RSK） | TBS系列 | 日曜 5:30 - 6:15 | 2018年10月14日 - 不明         | 遅れネット |
| 宮崎県         | 宮崎放送（mrt）    | TBS系列 | 日曜 5:30 - 6:15 | 2018年10月14日 - 不明         | 遅れネット |
| 鳥取県・島根県 | 山陰放送（BSS）    | TBS系列 | 土曜 5:30 - 6:15 | 2019年7月6日 - 不明           | 遅れネット |
| 大分県         | 大分放送（OBS）    | TBS系列 | 日曜 5:30 - 6:15 | 不明 - 不明                   | 遅れネット |

その他、放送エリア内を扱う回などを単発で放送する場合があった。
過去のネット局
| 放送対象地域 | 放送局           | 系列    | 放送時間（JST）  | 放送開始日     | 放送終了日    | ネット状況 |
| ------------ | ---------------- | ------- | ---------------- | -------------- | ------------- | ---------- |
| 近畿広域圏   | 毎日放送（MBS）  | TBS系列 | 日曜 5:30 - 6:15 | 2018年10月14日 | 2019年3月17日 | 遅れネット |
| 中京広域圏   | CBCテレビ（CBC） | TBS系列 | 日曜 6:00 - 6:45 | 2018年10月7日  | 2020年1月19日 | 同時ネット |

配信元
- TVer - TBSテレビでの放送終了後から、次回放送日の5:59まで、最新回のみを配信。

## スタッフ
- ナレーター：森本レオ、斉藤由貴
- 題字：金澤翔子
- 音楽：笹野芽実
- 構成：小林和正
- 編集：鎌田裕樹、大地裕介、遠藤顕史
- MA：青木有希
- 音響効果：加藤博紀
- タイムキーパー：長谷川道子
- 編成：加藤丈博
- 宣伝：小泉美果
- キャスティングプロデューサー：原田康弘
- アシスタントディレクター：山下陽平
- チーフディレクター：寺内重孝
- プロデューサー：谷知明
- 製作：TBSスパークル(旧TBSビジョン)、TBS

### 歴代のスタッフ
- キャスティングプロデューサー：木谷真規
- 編成：高橋智大、中島啓介

## テーマ曲
- メインテーマ曲：春畑道哉「Continue feat.宮本笑里」[4]
- エンディングテーマ曲：春畑道哉「花鳥風月」[4]